# Андріїшин Йосиф
Йо́сиф Андрії́шин  (11 травня 1939, Шомон, Франція — 22 червня 2003, Львів, Україна) — релігійний діяч, богослов. Доктор богослов'я.

## Життєпис
Батько Михайло й мати Марія Андріїшини — вихідці із с. Доброполе Бучацького району Тернопільської області.
Навчався в Українській малій семінарії у Франції, 1958—1964 — у Папській семінарії св. Йосафата в Римі. Священичі свячення отримав 8 вересня 1964 року в Римі з рук архієпископа Івана Бучка.
У 1965—1974 роках був душпастирем у Франції в греко-католицькій катедрі в Парижі, 1975—1976 — в м. Томпсон, 1976—1981 роки — у Вінніпегу (Канада).
З 1981 року  — перший ректор Міжєпархіяльної духовної семінарії у Канаді.
1993 р. переїхав у м. Львів, став головою Патріяршого трибуналу та священослужителем собору святого Юра. Викладав канонічне право в духовній семінарії Святого Духа, Богословській академії Львова, в Інституті вищої релігійної культури. Член Комісії партикулярного права, голова Патріаршої комісії «Справедливість і мир». Упорядкував «Посібник для єпископів».
У 1993—2003 роки неодноразово відправляв святі літургії в церкві с. Доброполе на Тернопільщині.
Помер 22 червня 2003 року у Львові. Похований на Личаківському цвинтарі, поле № 6-10.